# Мері Кетрін Хем
Мері Кетрін Хем (нар. 5 квітня 1980) — американська журналістка. Вона обіймає посаду редактора журналу Townhall, є автором статей для The Federalist і також співпрацює з CNN. У минулому вона працювала співавтором на Fox News та обіймала посаду головного редактора Hot Air.

## Кар'єра
Мері Кетрін Хем має багатий досвід у журналістиці та працювала для різних видань. Вона була колумністом і головним редактором щоденного журналу округу Річмонд, Townhall.com, а також писала для The Washington Examiner. Її відеоблог HamNation для Townhall.com отримав визнання, включаючи нагороду Golden Dot за найкращий відеоблог 2006 року від Інституту політики, демократії та Інтернету, а також нагороду "Відео року" від Weblog Awards у 2007 році.
Вона також була ведучою програми The Morning Majority на WMAL у Вашингтоні до 2012 року. Хем вважає себе консервативною і висловлює занепокоєння щодо фінансової політики та безпеки. На Консервативній політичній конференції 2014 року вона отримала нагороду "Блогер року" від Американської консервативної спілки.
У жовтні 2022 року Хем розповіла, що була тимчасово відсторонена від роботи в CNN на сім місяців після коментаря щодо випадку, пов'язаного з колегою Джеффрі Тубіном. Вона прокоментувала його ситуацію, коли його спіймали на Zoom під час мастурбації під час робочого засідання.
Хем був ведучим програми The Morning Majority (5–9 ранку, понеділок–п’ятниця) на WMAL (одночасна трансляція на 105,9 FM і 630 AM) у Вашингтоні, округ Колумбія, до 5 березня 2012 року  
Хем описує свої політичні погляди як «консервативну, що турбується передусім про фінансову політику та безпеку». 
На Консервативній політичній конференції 2014 року вона отримала нагороду «Блогер року» Американської консервативної спілки.  
У жовтні 2022 року Хем написала, що її тихо відсторонили від роботи в CNN на сім місяців після того, як вона прокоментувала випадок мастурбації колеги Джеффрі Тубіна, який був спійманий на Zoom під час роботи. 

## Особисте життя
Мері Кетрін Хем одружилася з Джейкобом Брюером, який був помічником в Білому домі. Пара вступила в шлюб у 2011 році, і через два роки вони святкували народження своєї першої дитини — дівчинки. На жаль, у вересні 2015 року Брюер трагічно загинув внаслідок серйозних травм, отриманих під час аварії на велосипеді. Незабаром після цього, наприкінці 2015 року, Хем народила їх другу дитину, також дівчинку.
Пізніше, 7 березня 2020 року, Хем знову одружилася. Її чоловік не є активним користувачем соціальних мереж. На сьогодні, в лютий 2022 року, Хем має трьох дочок.

## Книги
- Кінець дискусії: як індустрія обурення лівих закриває дебати, маніпулює виборцями та робить Америку менш вільною (і веселою) Тверда обкладинка з Гаєм Бенсоном 2015

## Зовнішні посилання
- Офіційний сайт
- Публікації на C-SPAN